# NGC 158
NGC 158 är en dubbelstjärna belägen i den norra delen av stjärnbilden Valfisken. Den upptäcktes av Wilhelm Tempel 1882.

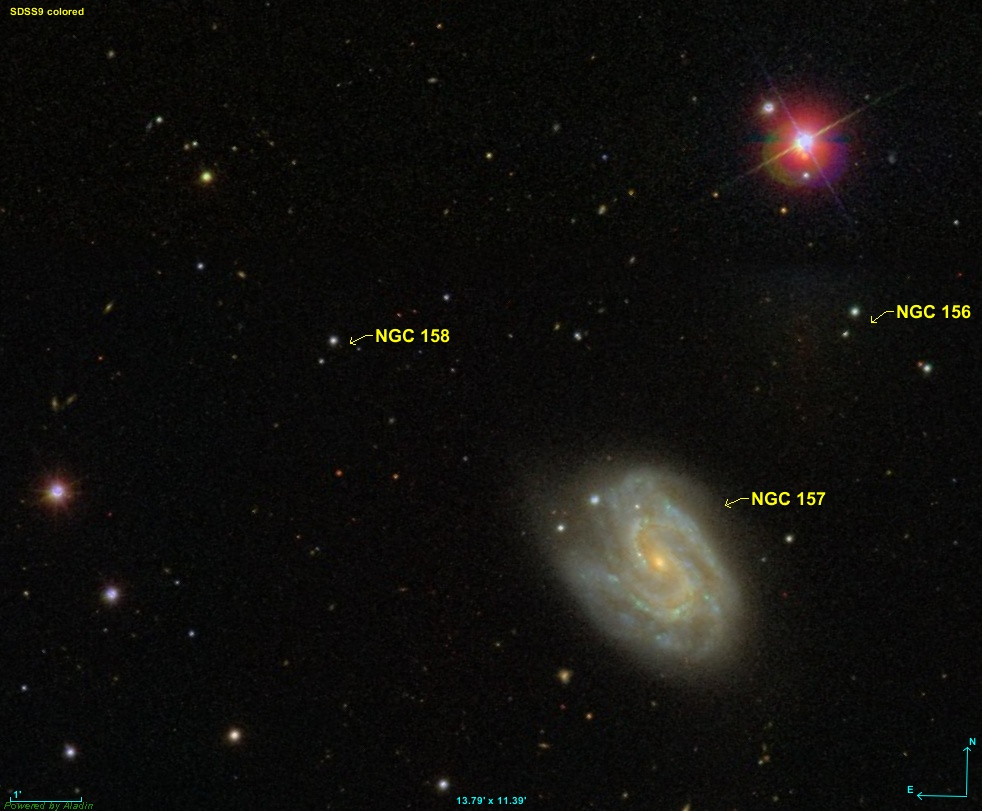
SDSS-bild av NGC 158